# Ingázás

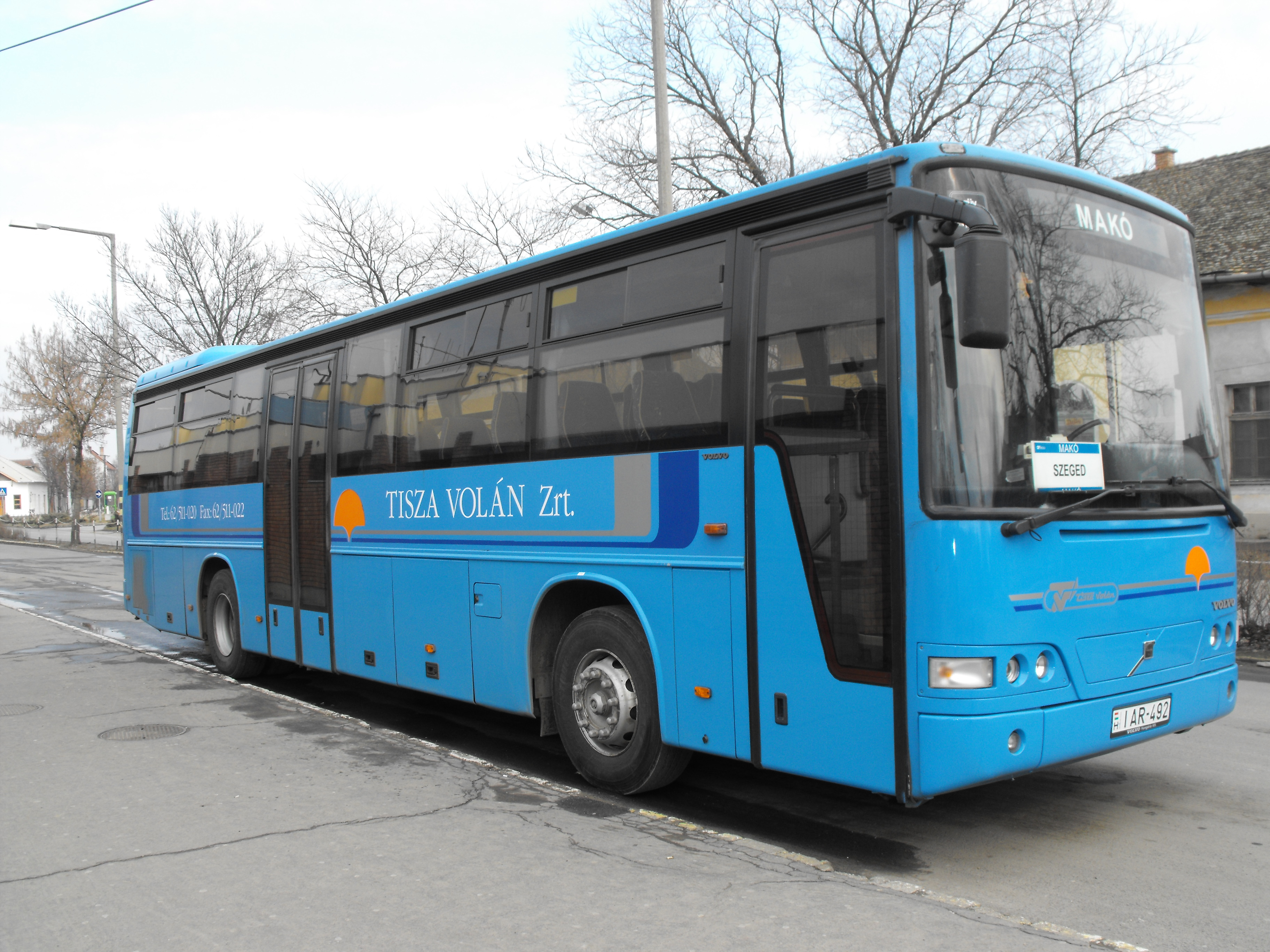
A Szeged-Makó viszonylaton szolgálatot teljesítő helyközi autóbusz a makói autóbusz-pályaudvaron. A járat Csongrád megye legkihasználtabbja, köszönhetően az ingázók nagy számának, akik Makóról járnak be a megyeszékhelyre dolgozni és tanulni.

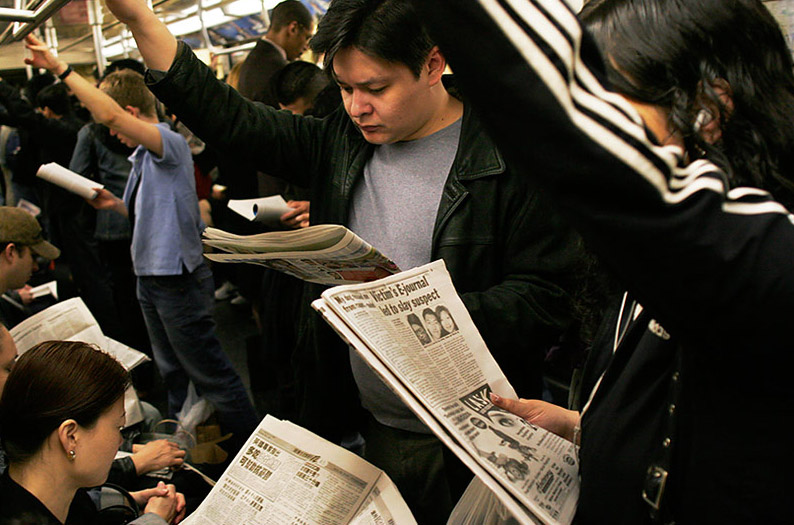
Ingázók a New York-i metrón

Az ingázás kifejezés olyan utazást jelent, amely a lakóhely és egy másik hely között gyakori rendszerességgel ( legtöbbször napi) zajlik. Leginkább jellemző ilyen tevékenység a munkahelyi ingázás, mely a lakóhely és a munkahely közötti hosszabb utazást jelenti.
A 19. századig a népesség túlnyomó többsége kevesebb, mint egy órányi gyalógútra lakott munkahelyétől. Az ingázó életforma az iparosodással egy időben jelent meg, amelynek keretében a dolgozók naponta elhagyják a települést, ahol laknak és egy másikba utaznak dolgozni. A jelenség kialakulását az autók, motorkerékpárok, valamint a tömegközlekedés eszközeinek elterjedése segítette elő. A folyamat eredményeképpen a nagyobb városok körül megjelentek azok a vonzáskörzetek, amelyeknek lakosai már célzottan a vonzó településbe járnak be dolgozni. Mivel az ingázók közel azonos időpontokban járnak be dolgozni illetve haza, ezért az ingázó életforma szükségszerűen magával hozta a csúcsforgalmakat és a közlekedési dugókat.
Az ingázó kifejezés eredetileg azokat fedte, akik csökkentett árú vonatjegyet vásárolhattak, amelyekkel előre meghatározott napon közlekedhettek munkahelyük és otthonuk között.
Az Amerikai Egyesült Államok népszámlálási hivatala megalkotta a "szélsőséges ingázás" fogalmát, amely alatt naponta kétszer (oda és vissza) legalább 90 perces utazást kell érteni. Az amerikai állampolgárok 3%-a tartozik ebbe a kategóriába.

## Fordítás
- Ez a szócikk részben vagy egészben  a   Commuting című angol Wikipédia-szócikk ezen változatának fordításán alapul.  Az eredeti cikk szerkesztőit annak laptörténete sorolja fel. Ez a jelzés csupán a megfogalmazás eredetét és a szerzői jogokat jelzi, nem szolgál a cikkben szereplő információk forrásmegjelöléseként.